# Mopalia vespertina
Espèce
Mopalia vespertina est une espèce de mollusques polyplacophores appartenant à la famille des Mopaliidae.
- Répartition : Californie.
- Longueur : 7 cm.

## Source
- Arianna Fulvo et Roberto Nistri (2005). 350 coquillages du monde entier. Delachaux et Niestlé (Paris) : 256 p.  (ISBN 2-603-01374-2)